# Islandske verbalmåder
Der findes seks verbalmåder på islandsk, traditionelt delt i to grupper. De er personalmåderne (indikativ, konjunktiv og imperativ) som bøjes i person og kasusmåderne (participium præsens, participium præteritum og infinitiv) som kan bøjes i kasus. Infinitiven er dog uforanderlig undtagen tre verber, som har både en præsensform og præteritumform (munu, skulu, vilja).